# Alfredo Obberti
Alfredo Obberti (Buenos Aires, 12 augustus 1945 – Rosario (Argentinië), 5 juli 2021) was een Argentijnse voetballer. 
Obberti begon zijn carrière bij Huracán. In 1970 trok hij naar Newell's Old Boys, waar hij topschutter werd. Na een avontuur bij het Braziliaanse Grêmio keerde hij terug naar Newell's Old Boys waar hij in 1974 de titel mee pakte. Hij is de twee na beste topschutter in de clubgeschiedenis.
Obberti overleed na ziekte op 75-jarige leeftijd.